# Imperfekce

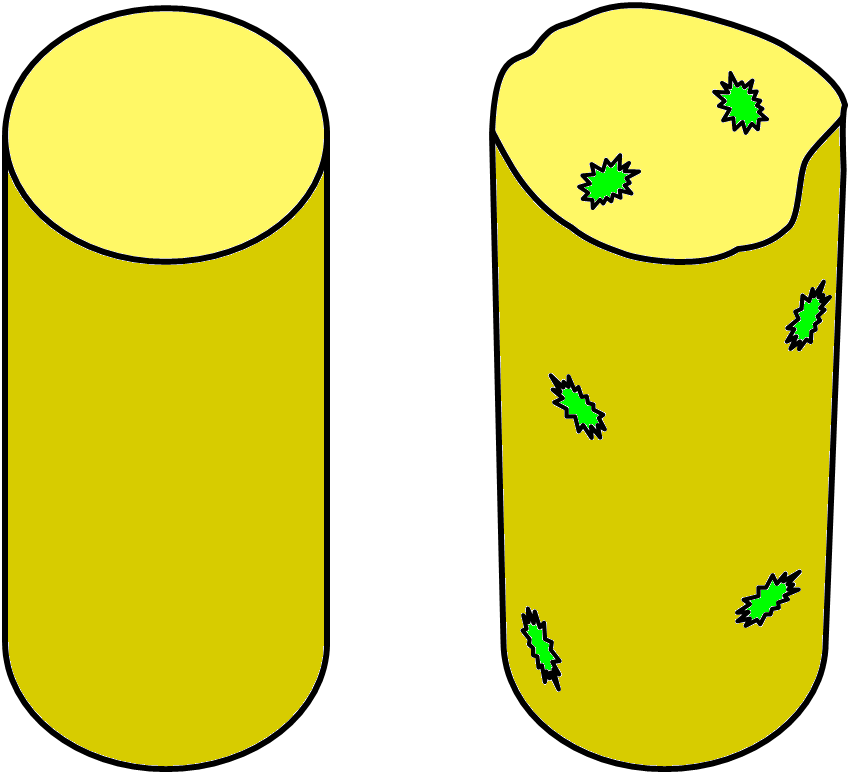
Ideální těleso (bez imperfekcí) a reálné těleso (s geometrickými a materiálovými imperfekcemi).

Imperfekce je termín, který popisuje nedokonalost, „ne dokonalost“, ale také chybu či odchylku od ideálního (perfektního) stavu nebo vlastnosti.

## Etymologie
Slovo Imperfekce pochází z latinského imperfectio, což se skládá z prefixu in = ne a perfectio =  dokonalost. Latinské perfectio je odvozeno z verba perficere = dokončit.

## Imperfekce v technických a fyzikálních disciplínách
Imperfekce v technických a fyzikálních disciplínách jsou nejčastěji výrobní, montážní, měřící a technické odchylky výrobků a metod výroby či zpracování výsledků měření, záznamů nebo signálů. Existují:
- imperfekce geometrické - např. sloup není ideálně přímý, ale je mírně zakřiveny nebo délkový rozměr se může lišit při každém měření.
- imperfekce materiálové - např. materiál není homogenní, tj. má v různých místech jiné vlastnosti, vměstky atp.

- imperfekce zkreslení zpracovaného měření či signálu - např. vadný nebo poškozený kabel či vnější šum, mohou razantně ovlivnit získaný signál elektromagentických veličin. Je vhodné pamatovat, že i měření může mít chyby.
- imperfekce zatížení - ne vždy je přesně známá poloha, velikost a směr zatížení.
- jiné

Některé imperfekce lze v některých technických úlohách ignorovat se zanedbatelnou chybou a případně pracovat s ideálním tělesem (získaným výsledkem, hodnotou) bez imperfekcí. V opačném případě je nutné vyhodnocovat variabilitu pomocí statistických a pravděpodobnostních přístupů. Jak procavat s imperfekcemi je uvedeno také v některých technických normách.
V mechanice nebo ve fyzice platí, že ideální těleso je těleso bez imperfekcí.

## Imperfekce v dalších disciplínách
Termín imperfekce se vyskytuje také v estetice, umění, psychologii a dalších vědách.